# Longvilliers (Pas-de-Calais)
Longvilliers is een gemeente in het Franse departement Pas-de-Calais (regio Hauts-de-France). De gemeente telt 229 inwoners (2005) en maakt deel uit van het arrondissement Montreuil.

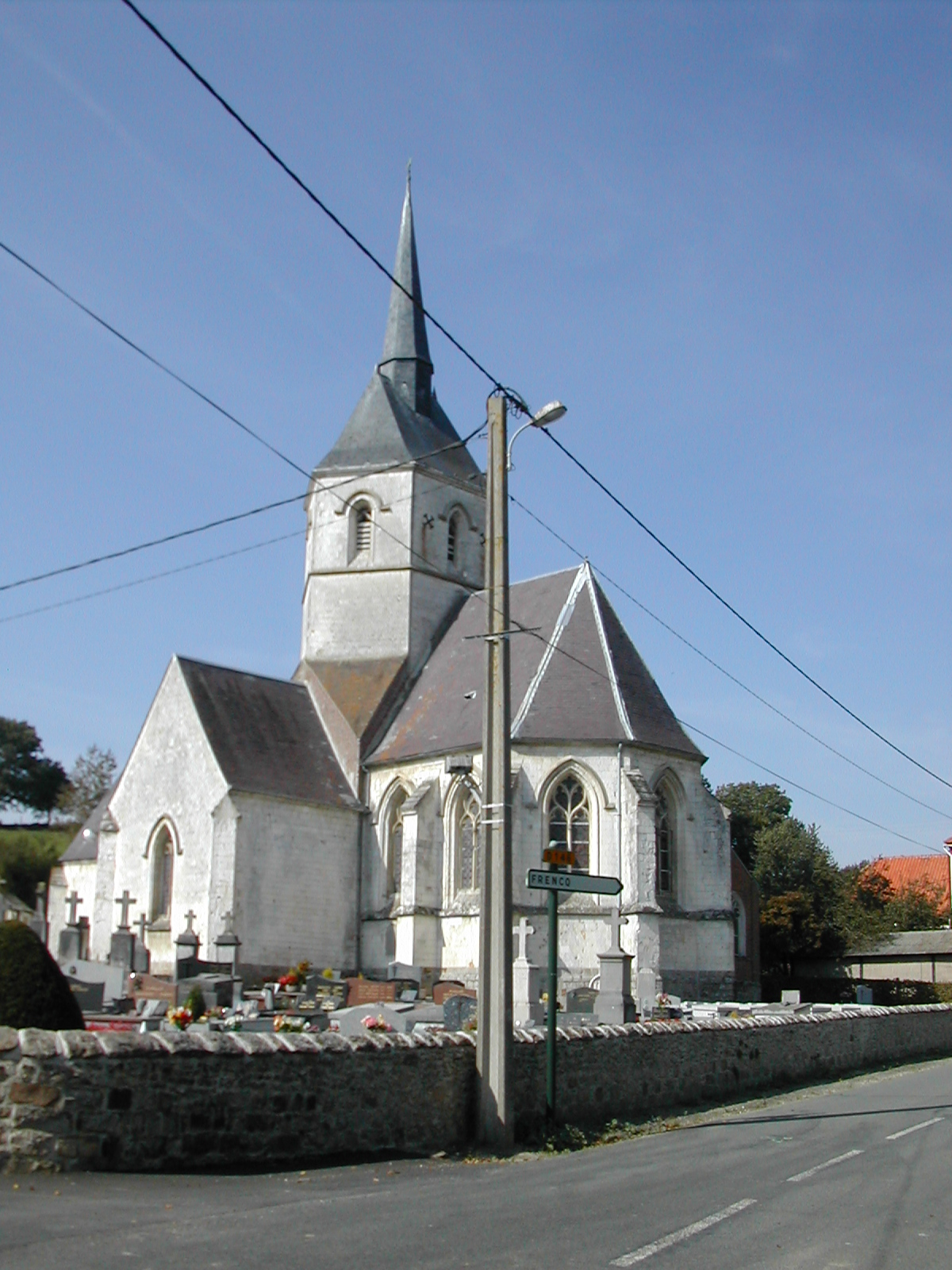
Église Saint-Nicolas

## Geografie
De oppervlakte van Longvilliers bedraagt 11,1 km², de bevolkingsdichtheid is 20,6 inwoners per km².
De onderstaande kaart toont de ligging van Longvilliers (Pas-de-Calais) met de belangrijkste infrastructuur en aangrenzende gemeenten.

## Geschiedenis
De gemeente heette vroeger Longvillers. De gemeentenaam werd eind 1997 officieel gewijzigd in Longvilliers.

## Bezienswaardigheden
- De Église Saint-Nicolas uit de 15de en 16de eeuw. De kerk werd in 1932 geklasseerd als monument historique.
- Een schuur van de Ferme de la Longueroye dateert uit de 12de-13de eeuw en werd in 1991 als monument historique ingeschreven.

## Demografie
Onderstaande figuur toont het verloop van het inwonertal (bron: INSEE-tellingen).